# Buxton (Norfolk)
Buxton – wieś w Anglii, w hrabstwie Norfolk, w dystrykcie Broadland. Leży 14 km na północ od Norwich i 169 km na północny wschód od Londynu.